# Tre Brødre (Riga)
 For alternative betydninger, se Tre Brødre. (Se også artikler, som begynder med Tre Brødre)
Tre Brødre (lettisk: Trīs brāļi) er tre gamle bygninger, der ligger på gaden Mazā Pils i Riga i Letland. Den ene af bygninger er den ældste eksisterende beboelsesbygning i Riga og blev bygget i slutningen af det 15. århundrede og er inspireret af arkitekturen i Holland, som Riga havde etableret gode handelsforbindelser til. De to andre bygninger der udgør de tre brødre er af lidt nyere dato.